# Kaidan
Pour les articles homonymes, voir Kwaïdan.

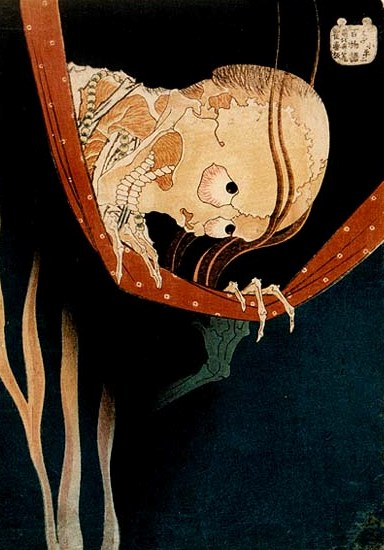
Le fantôme de Kohada Koheiji, un personnage de kaidan.

Le mot kaidan (怪談, litt. « histoire de l'étrange, du mystérieux ») désigne des histoires d'horreur puisant leurs origines dans le folklore et les légendes japonaises, anciennes comme modernes.

## Traduction
Kaidan est un mot japonais compsé de deux kanjis : 怪 (kai) qui signifie « apparition étrange, mystérieuse, monstrueuse ou ensorcelante », et 談 (dan) qui veut dire « récit, narration ». « Histoires de fantômes japonais » est donc une traduction possible.

## Description
Le kaidan est un terme qui fait principalement référence aux histoires d'horreur, de fantômes et évoque également des contes populaires japonais de l'ère Edo. Le mot commence cependant à être utilisé à partir de 1627.
Le kaidan est considéré comme faisant partie d'un genre littéraire à part entière. Il a peut-être été influencé par son homologue chinois, recueil d'histoires de fantômes connus en tant que Liaozhai zhiyi.
Le terme kaidan entra dans la langue vernaculaire pendant l'époque Edo grâce à la popularité des recueils de contes hyaku monogatari (« Cent Contes ») et des rassemblements où l'on échangeait des histoires fantastiques, tel que le jeu hyakumonogatari kaidankai. Cette popularité, ainsi que l'arrivée de l'imprimerie, donna naissance à ce genre littéraire appelé kaidanshū.
Ces histoires mettent régulièrement en scènes des créatures surnaturelles du folklore japonais comme les yurei, une sorte de fantôme vengeur ou les yokai, qui peuvent s'apparenter à des divinités mineures, des démons, des fantômes, des objets possédés ou encore des sortes de gobelins.

## Quelques figures du Kaidan
Hayashi Razan est à l'origine d'un ouvrage nommé Kaidan zensho, compilant des traductions de contes surnaturels chinois, à destination du shogun Tokugawa Iemitsu.
Lafcadio Hearn, aussi nommé Koizumi Yakumo, est connu pour avoir contribué à la diffusion en Occident de certains kaidan et légendes japonaises . Il est notamment l'auteur de Kwaidan ou Histoires et études de choses étranges.
L'acteur et auteur Junji Inagawa est également connu comme conteur de kaidan.

## Adaptations
Le genre littéraire se voit également prolongé au cinéma avec les kaidan eiga, qui sont des films de fantômes. Un des exemples de ce genre cinématographique est le film Ring.